# Озерная (Тюменская область)
Озерная — деревня в Асланинском сельском поселении Ялуторовского района Тюменской области России. Сибирско-татарское название деревни - Кульавыл. 

## Название
Название - по географическому положению между озёрами.

## География
Находится возле озёр Айтар и Чертан.  

## Население
| 2010 | 2014 |
| ---- | ---- |
| 95   | ↗137 |

## Транспорт
Из деревни идет выезд для автотранспорта на местную автодорогу 71А-2107.